# Jean Gabriel Marchand
Jean Gabriel Marchand (L'Albenc, Delfinado, 10 de diciembre de 1765-Saint-Ismier, Isère, 12 de noviembre de 1851) fue un general de división francés durante la Revolución y el Primer Imperio. Antes de nada, ejerció como abogado, antes de convertirse en capitán del Ejército revolucionario. Primero sirvió en Italia a las órdenes de varios generales y luego participó en la primera campaña italiana (1796-1797). Marchand alcanzó el rango de coronel ese mismo año y prestó diversos servicios en Italia. En 1799, luchó en la batalla de Novi junto al general Joubert, que murió en combate. Ascendido a general de brigada poco después, fue trasladado al Ejército del Rin en 1800.
En 1805, cuando estallaron las guerras napoleónicas, Marchand dirigió a su brigada en Haslach-Jungingen y Dürenstein. Acto seguido, fue nombrado general de división en el cuerpo del mariscal Ney, y participó en la batalla de Jena y en el sitio de Magdeburgo en 1806. A finales de año, logró derrotar con su división a 3000 soldados prusianos, y en 1807 se distinguió en Eylau, Guttstadt y Friedland. Para recompensarlo, Napoleón lo nombró gran cruz de la Legión de Honor y conde del Imperio. En 1808, Marchand se dirigió a España para participar en la guerra de la Independencia. En ausencia de Ney, asumió el mando del 6.º Cuerpo y sufrió una humillante derrota en la batalla de Tamames contra el ejército español del duque del Parque. De 1810 a 1811, participó en la tercera invasión de Portugal con las fuerzas del mariscal Masséna, y combatió en Ciudad Rodrigo, Almeida y Busaco. El general se distinguió especialmente durante la retirada francesa y dirigió a su división en Fuentes de Oñoro contra los ingleses de Wellington.
Al año siguiente, volvió al lado del emperador para estar presente en la campaña de Rusia. La división Marchand participó en las batallas de Lützen, Bautzen y Leipzig en 1813. Después, el general participó en la campaña de Francia de 1814, donde defendió la frontera alpina ante los austriacos. Durante los Cien Días, Luis XVIII le encargó detener a Napoleón cerca de Grenoble, pero no pudo evitar que sus tropas se unieran al exemperador. Fue llevado ante el consejo de guerra por esto, pero fue absuelto. Marchand se retiró entonces a Saint-Ismier, en Isère, donde permaneció hasta su muerte. Su nombre está inscrito bajo el Arco de Triunfo de París.

## Biografía

### Guerras de la Revolución

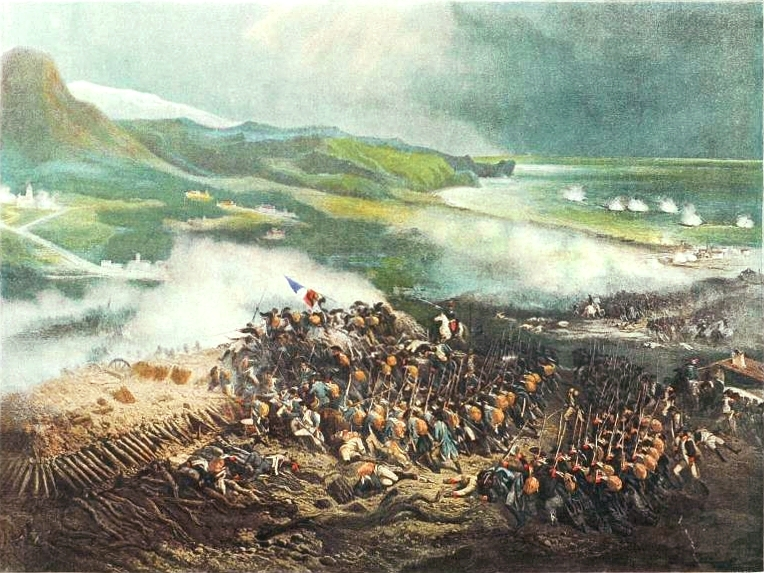
Captura de un reducto por los franceses durante la batalla de Loano, 23 y 24 de noviembre de 1795. Pintura de Hippolyte Bellangé.

Jean Gabriel Marchand nació el 10 de diciembre de 1765 en L'Albenc, en la provincia del Delfinado. Se hizo abogado y se instaló en Grenoble. Sin embargo, se unió a la causa de la Revolución francesa y se alistó en el Ejército revolucionario en 1791, donde fue nombrado capitán de una compañía ligera del 4.º Batallón de Voluntarios de Isère. Participó en las guerras revolucionarias y sirvió en Italia de 1792 a 1799. Luchó por primera vez en Saboya, donde recibió una mención, y luego en el sitio de Tolón en 1793. Marchand se incorporó entonces al Estado Mayor del general Jean-Baptiste Cervoni y entabló amistad con el coronel Joubert. En la batalla de Loano, los días 23 y 24 de noviembre de 1795, él y el coronel Jean Lannes dirigieron a 200 granaderos contra un reducto enemigo armado con seis cañones; asaltaron la fortificación con éxito y los granaderos húngaros que la defendían fueron repelidos. Por esta proeza de armas, el general Schérer ascendió al capitán Marchand a comandante de batallón.
En 1796, Marchand participó en la primera campaña de Italia como oficial de Estado Mayor de Laharpe y, en calidad de tal, acompañó al general Bonaparte en un reconocimiento del terreno poco antes de la batalla de Montenotte. Estuvo presente en las batallas de Ceva y Caldiero en 1796 antes de ser destinado al Estado Mayor de Joubert. En junio, al mando de 300 carabineros de la 3.ª Media Brigada, sorprendió a un campamento austriaco e hizo 400 prisioneros. Fue herido en el pecho el 29 de julio, durante los preliminares de la batalla de Castiglione. Al año siguiente, fue capturado por los austriacos, pero lo intercambiaron rápidamente y recibió sus charreteras de comandante de brigada. Marchand sirvió durante un tiempo como comandante de la plaza de Roma en 1798 bajo Gouvion-Saint-Cyr, y sufrió una desgracia temporal. Sin embargo, antes de partir hacia Italia, Joubert lo eligió como ayudante de campaña. Participó así en la batalla de Novi el 15 de agosto de 1799, donde Joubert murió a su lado. Marchand fue nombrado general de brigada y se distinguió en el Rin en 1800.

### Primeras campañas del Imperio

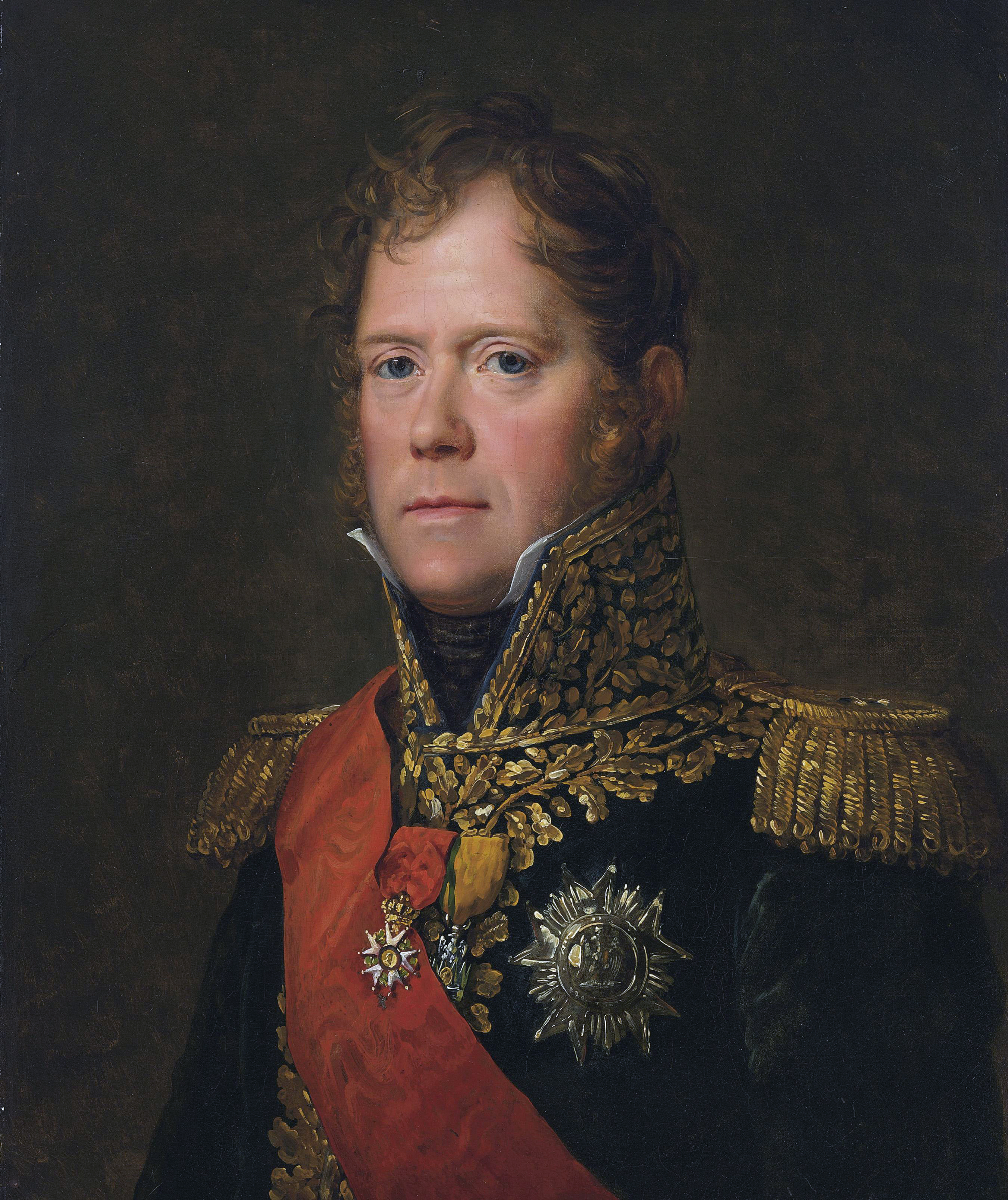
Mariscal Ney, comandante en jefe del 6.º Cuerpo. Óleo sobre lienzo de François Gérard, hacia 1805.

En 1805, los Imperios austriaco y ruso le declararon la guerra a Francia; comenzaron pues las guerras de la Tercera Coalición. Marchand lideraba en ese momento una brigada de la división Dupont, que pertenecía al 6.º Cuerpo del mariscal Ney. El 11 de octubre de 1805, la brigada Marchand participó en la batalla de Haslach-Jungingen, donde los 7500 hombres de Dupont resistieron ante 25 000 soldados austriacos. Los franceses, a pesar de las graves pérdidas, dejaron fuera de combate a 1100 adversarios e hicieron 3000 prisioneros. Durante la persecución del cuerpo de Werneck, la división Dupont participó en las batallas de Herbrechtingen y Neresheim los días 17 y 18 de octubre. Marchand también estuvo presente en la batalla de Dürenstein el 11 de noviembre.
Fue nombrado general de división el 24 de diciembre de 1805. Prusia entró a su vez en guerra contra Napoleón, que decidió tomar la ofensiva en 1806. Por su parte, Marchand recibió el mando de la 1.ª División del 6.º Cuerpo de Ney, con la cual participó en la batalla de Jena el 14 de octubre. Su subalterno Villatte dirigía el 6.º Regimiento de Infantería Ligera, mientras que el general Roguet dirigía los 39.º, 69.º y 76.º Regimientos de Línea, con dos batallones cada uno. La división Marchand también participó en el sitio de Magdeburgo, que duró de octubre a noviembre de 1806. Derrotada Prusia, el emperador se dispuso a perseguir al ejército ruso de Bennigsen. A finales de diciembre de 1806 se produjo un grave enfrentamiento en Czarnowo. El 24, el mariscal Ney ordenó a la división Marchand que ocupase las ciudades de Soldau y Mława. El general llegó a Soldau la tarde siguiente con dos regimientos y dispersó un batallón prusiano. Poco después, se le unieron el resto de sus tropas, que se habían desviado hacia Mława. A las 17 horas, la brigada prusiana Diercke atacó Soldau, pero fue repelida tras duros combates. Marchand declaró haber tenido 220 muertos o heridos, mientras que Ney afirmó que su teniente infligió 800 bajas a los prusianos. Mientras tanto, el 6.º Regimiento Ligero fue sustituido temporalmente en la división por el 27.º de Línea. Marchand siguió dirigiendo a su división en la batalla de Eylau el 8 de febrero de 1807.

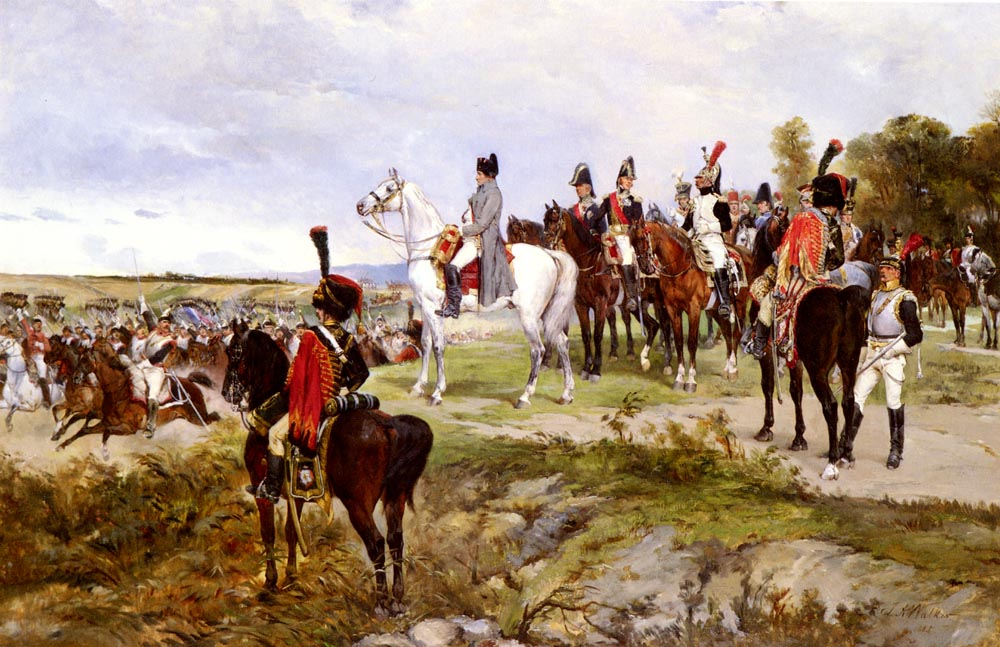
Napoleón en la batalla de Friedland, 14 de junio de 1807. Pintura de James Alexander Walker, siglo.

Sin embargo, el general Bennigsen no fue derrotado de forma decisiva y consiguió retirarse. El 5 de junio, con 63 000 hombres, se abalanzó sobre la retaguardia francesa, liderada por Ney, que contaba con 17 000 soldados. Esta fue la batalla de Guttstadt. La división Marchand, a la que acababa de reincorporarse el 6.º Regimiento Ligero, tomó posiciones al norte del pueblo de Guttstadt, mientras que la división Bisson se desplegó al sur. Los franceses resistieron a los ataques rusos, en particular gracias al apoyo de numerosos tiradores. De hecho, el mariscal Ney no volvió a cruzar el río Passarge hasta el día siguiente, después de haber puesto fuera de combate a más de 2000 rusos a costa de bajas equivalentes.
Unos días después de este enfrentamiento, el 14 de junio, los Ejércitos francés y ruso se enfrentaron en la batalla de Friedland. La división Marchand formaba parte del cuerpo de Ney en el flanco derecho, oculta en el bosque de Sortlack. A las 17:30, una salva de 20 cañones dio la señal de ataque. Las tropas de Ney se encargaron de romper el ala izquierda de Bennigsen. Al salir del bosque, Marchand tomó posiciones a la derecha y dispersó a la infantería ligera enemiga, y luego intentó conducir a los rusos hacia el río Alle. No obstante, este movimiento provocó una brecha entre Marchand y la división Bisson, brecha que la caballería rusa intentó aprovechar. Marchand recibió entonces el apoyo de la caballería de La Tour-Maubourg y repelió la carga. El 6.º Cuerpo reanudó su avance, pero fue detenido por el fuego de la artillería rusa, instalada en la orilla izquierda. Bennigsen aprovechó para lanzar de nuevo su caballería contra la división Bisson, obligando a los soldados de Ney a retirarse. El 1.er Cuerpo de Victor intervino a su vez y restableció la situación, lo que dio tiempo a Ney para reunir al 6.º Cuerpo y hacer retroceder a la Guardia Lieib rusa. A las 20:30, las tropas de Marchand y Bisson tomaron el pueblo de Friedland.
El 13 de julio de 1807, Marchand fue condecorado con la Gran Cruz de la Legión de Honor. El emperador, además de esta distinción, lo nombró conde del Imperio el 26 de octubre de 1808.

### Guerra de la Independencia Española

#### Operaciones en Galicia
En 1808, los franceses entraron en España y obligaron a los Borbones a abdicar en favor de José Bonaparte, el hermano de Napoleón. La población española se rebeló, y así comenzó la guerra de la Independencia Española. El general Marchand, que seguía al mando de la 1.ª División del 6.º Cuerpo, fue enviado a este teatro de operaciones. En febrero de 1809, su división contaba con cerca de 6900 soldados divididos en doce batallones. El mariscal Ney hizo campaña en Galicia, pero sus 17 000 soldados tuvieron dificultades para controlar todo el territorio. El 19 de mayo, en Gallegos, el marqués de la Romana, con 9500 regulares y milicianos, atacó a los 3000 hombres de la brigada Maucune, perteneciente a la división Marchand, e infligió 500 bajas. Ney acudió con el resto de la 1.ª División y expulsó a La Romana del campo de batalla. Sin embargo, a mediados de junio de 1809, Ney se vio obligado a abandonar Galicia y replegarse a Astorga.
Ese mismo mes, Napoleón puso el 6.º Cuerpo de Ney bajo el mando del mariscal Soult. Con las tropas de Ney y los 2.º y 5.º Cuerpos, Soult planeó envolver al ejército británico de Wellesley desde el sur para aniquilarlo. Sin embargo, el general británico derrotó al rey José y a los mariscales Jourdan y Victor en la batalla de Talavera el 28 de julio. Los guerrilleros españoles interceptaron un correo francés y Wellesley se enteró de que Soult llegaba desde el norte con tres cuerpos de ejército. Los británicos se retiraron inmediatamente hacia Portugal y se zafaron del cerco. Durante estas operaciones, la vanguardia de Ney se enfrentó a las tropas del general Wilson en Puerto de Baños el 12 de agosto, pero la división de Marchand no participó.

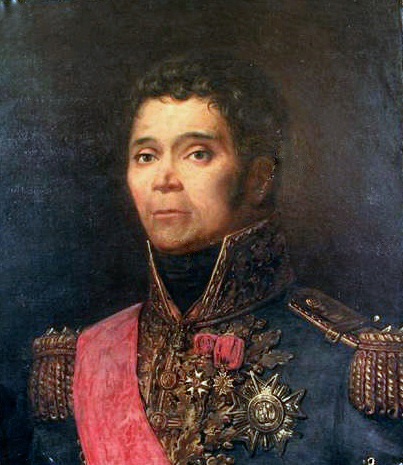
General Kellermann, conde de Valmy. Pintura del siglo.

En otoño de 1809, el ejército español del duque del Parque lanzó una ofensiva contra el 6.º Cuerpo. En ausencia del mariscal Ney, Marchand asumió el mando en jefe y salió al encuentro de los españoles, a los que se enfrentó el 18 de octubre en la batalla de Tamames. Con tan solo 14 000 hombres y 14 cañones, se dispuso a expulsar a los 20 000 hombres y 18 obuses de artillería de Del Parque, atrincherados en las colinas detrás del pueblo de Tamames. Marchand inició las hostilidades enviando a la brigada Maucune al flanco izquierdo español, mientras que el 25.º Regimiento Ligero recibió la orden de rodear el ala derecha; la brigada Marcognet, situada en el centro de la posición francesa, avanzó para enfrentarse al centro enemigo. Los soldados de Maucune avanzaron considerablemente por la izquierda, pero el asalto central fue repelido por la infantería y la artillería españolas. Desorganizados, los seis batallones de Marcognet huyeron, obligando a Marchand a enviar a la brigada de Delabassée para evitar una derrota. Marchand se retiró del campo de batalla, derrotado. El 6.º Cuerpo tuvo 1400 bajas, frente a solo 700 bajas españolas.
Tras esta derrota, Marchand evacuó su cuartel general de Salamanca y se retiró hacia el norte, a Toro, donde se le unió el general Kellermann con una división de dragones y un contingente de infantería. Kellermann asumió el mando de las fuerzas francesas y retomó Salamanca, trasladándose después al norte para luchar contra las guerrillas. El 6.º Cuerpo de Marchand tuvo entonces que enfrentarse de nuevo a los ejércitos del duque del Parque que, aprovechando la ausencia de Kellermann y su superioridad numérica, volvieron a ocupar Salamanca. Sin embargo, siendo consciente de la victoria francesa en Ocaña, el comandante español consideró más prudente retirarse a las montañas. Mientras tanto, Kellermann reapareció con sus dragones y salió en persecución de Del Parque junto a Marchand. La caballería francesa alcanzó a sus adversarios el 28 de noviembre en Alba de Tormes y les infligió una grave derrota. Las tropas de Marchand llegaron a los lugares hacia el final de la batalla, pero consiguieron capturar el puente y la ciudad de Alba de Tormes. Los franceses, a costa de unos cientos de hombres, dejaron fuera de combate a 2000 soldados españoles, hicieron mil prisioneros y recuperaron nueve cañones y la mayor parte del equipo del ejército derrotado.

#### Invasión de Portugal

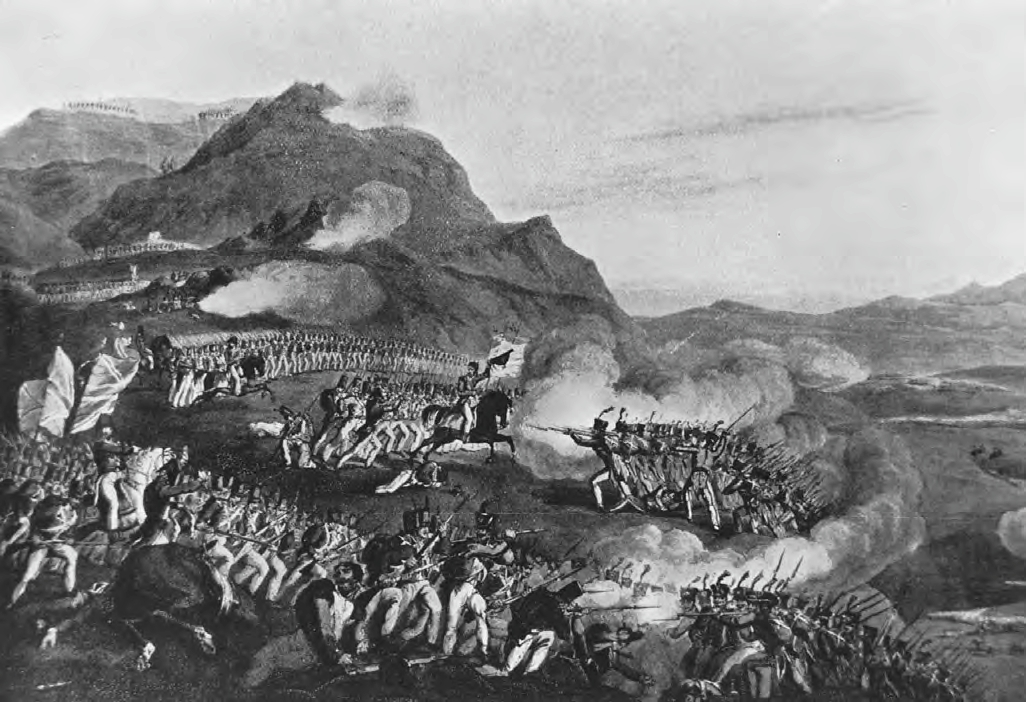
La batalla de Busaco, 27 de septiembre de 1810. Grabado de Thomas St. Clair, 1898.

En 1810, Marchand seguía sirviendo en España. El mariscal Masséna, en esta época, se preparaba para invadir Portugal con 65 000 hombres. El 6.º Cuerpo de Ney participó en estas operaciones y se batió en el sitio de Ciudad Rodrigo, del 26 de abril al 9 de julio, y en el de Almeida, del 25 de julio al 27 de agosto. El 15 de septiembre de 1810, la división Marchand comprendía dos brigadas: la 1.ª, dirigida por Maucune y que enfilaba al 6.º Regimiento Ligero y el 69.º de Línea, y la 2.ª, a las órdenes de Marcognet, compuesta por los 39.º y 76.º Regimientos de Línea. En total, eran 6457 hombres y 214 oficiales. Mientras tanto, el ejército del mariscal Masséna avanzó hacia Portugal y obligó a las fuerzas de Wellington a retirarse. El 27 de septiembre, el general británico dio media vuelta y se atrincheró en las alturas de Busaco para esperar a los franceses. Masséna llegó al lugar y, tras consultar con sus subordinados, ordenó un ataque frontal. La división Loison avanzó por la carretera principal hacia la cresta e intercambió disparos con los tiradores enemigos antes de ser acribillada en las alturas por la infantería y la artillería británicas. Los atacantes se retiraron con muchas bajas. Marchand, por su parte, decidió apoyar a Loison y llegó a los bosques bajo el pueblo de Sula, defendidos por la infantería ligera de Wellington. Se abrió fuego y, tras un duro combate, los franceses obligaron a los tiradores a retirarse. Los infantes de Marchand salieron del bosque, pero fueron diezmados por la brigada Pack, que los hizo retroceder ladera abajo. El avance de la brigada Maucune fue detenido por la artillería británica, y el fracaso de las tropas de Loison obligó a Ney a interrumpir el combate. Las pérdidas fueron numerosas para los franceses: la división Marchand dejó cerca de 1200 muertos o heridos en el campo de batalla.
A pesar de esta derrota, el ejército francés reanudó su marcha hacia Lisboa. Sin embargo, Masséna se sorprendió al toparse con las líneas de Torres Vedras, construidas por Wellington para proteger el acceso a la capital portuguesa. El mariscal, carente de cañones de asedio, pasó el invierno frente a las fortificaciones antes de ordenar la retirada. En la primavera de 1811, la división Marchand, situada en la retaguardia, se distinguió en el combate de Pombal, el 11 de marzo, y en la batalla de Redinha al día siguiente, donde Ney repelió los asaltos de Wellington. El 14 de marzo, la división ligera del general Erskine se enfrentó a los soldados de Ney en Casal Novo. Los británicos, que no habían reconocido la posición francesa, fueron expulsados por Marchand y dejaron 155 hombres atrás. El 6.º Cuerpo resultó sorprendido de nuevo el día 15 en Foz de Arouce: mientras cruzaba la Ceira, las divisiones de Marchand y Mermet fueron atacadas por la infantería británica del general Pack, lo que hizo cundir el pánico. No obstante, la brigada Maucune mantuvo su disciplina y, a pesar de un malentendido del 8.º Cuerpo, que les disparó tras confundirlos con una unidad británica, dispersó a punta de bayoneta a los infantes de Pack. Las pérdidas se equilibraron en 120 hombres por cada bando. A principios de mayo, el mariscal Masséna se volvió contra el grueso de las tropas de Wellington en la batalla de Fuentes de Oñoro, donde parte de la división Marchand participó en el ataque al pueblo el 3 de mayo. Dos días después, el general expulsó de Pozo Bello al 85.º Regimiento de Infantería y al 2.º de Caçadores portugueses, y los hizo retroceder de la aldea, donde los dos batallones fueron despedazados por la caballería francesa. Sin embargo, Wellington consiguió restablecer la situación, obligando a Masséna a retirarse. Poco después, el mariscal Marmont sustituyó a Masséna al frente del ejército de Portugal. El nuevo comandante en jefe reorganizó el cuerpo y envió de vuelta a Francia a varios generales, entre ellos Marchand.

### Últimas campañas
Napoleón volvió a convocar al general Marchand en 1812, en el marco de la campaña de Rusia. Se convirtió en jefe de Estado Mayor de Jerónimo Bonaparte, que dirigía el VIII Cuerpo de Ejército. Tras la deserción de Jerónimo, Marchand volvió al mando del mariscal Ney, asumiendo el mando de la 25.ª División del 3.er Cuerpo, con la que se distinguió en las batallas de Valutino y Borodinó.
En 1813, durante la campaña de Alemania, Marchand estuvo al mando de la 39.ª División de Infantería. Esta última enfiló a la brigada Stockhorn, compuesta esencialmente por badeneses, y la brigada Emil, formada a partir de soldados hessianos. La división Marchand participó dentro del 3.er Cuerpo en las batallas de Lützen y Bautzen en mayo. Marchand fue transferido al 11.º Cuerpo del mariscal MacDonald, con el que combatió en la batalla de Leipzig en octubre. El enfrentamiento se saldó con una decisiva derrota francesa, que obligó a Napoleón a retirarse a Francia.
El general Marchand se encargó de la defensa de Isère durante la campaña de 1814. El 1 de marzo, sus tropas se dirigieron a Saint-Julien-en-Genevois, junto con las del general Dessaix, para expulsar a la división austriaca Klebelsberg. Marchand dirigió personalmente una columna de infantería que avanzó hacia el pueblo con apoyo de tiradores, mientras que Dessaix atacó Viry y luchó enérgicamente contra los austriacos. Justo cuando Marchand iba a ordenar el ataque en Saint-Julien, la artillería austriaca abrió fuego y obligó a los franceses a replegarse. Dessaix quiso atacar de nuevo, pero se lo impidió Marchand, que no quería llevar a cabo ningún otro movimiento ofensivo; de hecho, los dos beligerantes resistieron durante el resto del día. Sin embargo, temiendo que las tropas del mariscal Augereau rodearan Ginebra, el general Bubna ordenó a Klebersberg abandonar Saint-Julien, dejando a los franceses el control del campo de batalla. La abdicación del emperador el 6 de abril de 1814 puso fin a las hostilidades.

### Los Cien Días y la Segunda Restauración

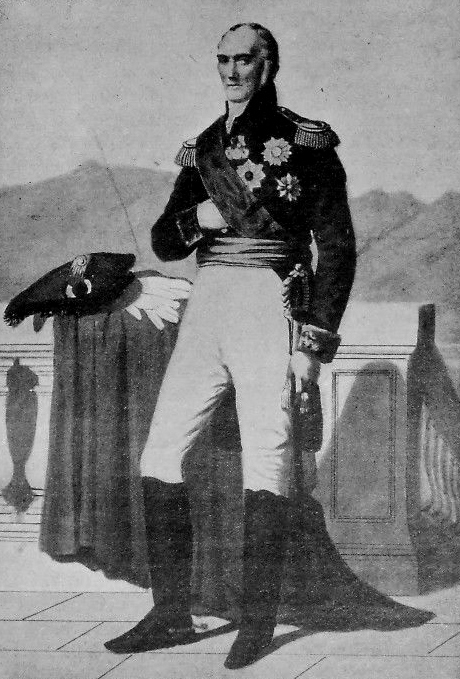
Jean Gabriel Marchand, general y conde del Imperio. Ilustración del siglo.

Luis XVIII lo confirmó en el mando de la 1.ª Subdivisión de la 7.ª División en Grenoble. El 26 de febrero de 1815, Napoleón abandonó la isla de Elba y desembarcó en Francia, en Golfe-Juan. El exemperador, decidido a recuperar su trono, marchó sobre Grenoble con mil soldados de la Guardia. El 6 de marzo de 1815, parte de las tropas de Napoleón llegaron a Gap, al sur de Grenoble. El general Marchand, a cargo de la división militar de la región, contaba con tres batallones de los 5.º y 7.º Regimientos de Línea, el 3.er Regimiento de Ingenieros y el 4.º Regimiento de Húsares. Envió al coronel Delessart con un batallón del 5.º de Línea y una compañía de zapadores para volar el puente de Ponhaut. Delessart así lo hizo pero, tras saber que se acercaba Napoleón, se retiró a un desfiladero cerca de Laffrey. El 7 de marzo, los soldados del 5.º Regimiento se unieron a Napoleón durante el episodio de la Prairie de la Rencontre. Al día siguiente, este último fue reforzado por el 7.º de Línea, al mando del coronel La Bédoyère, que también había desertado.

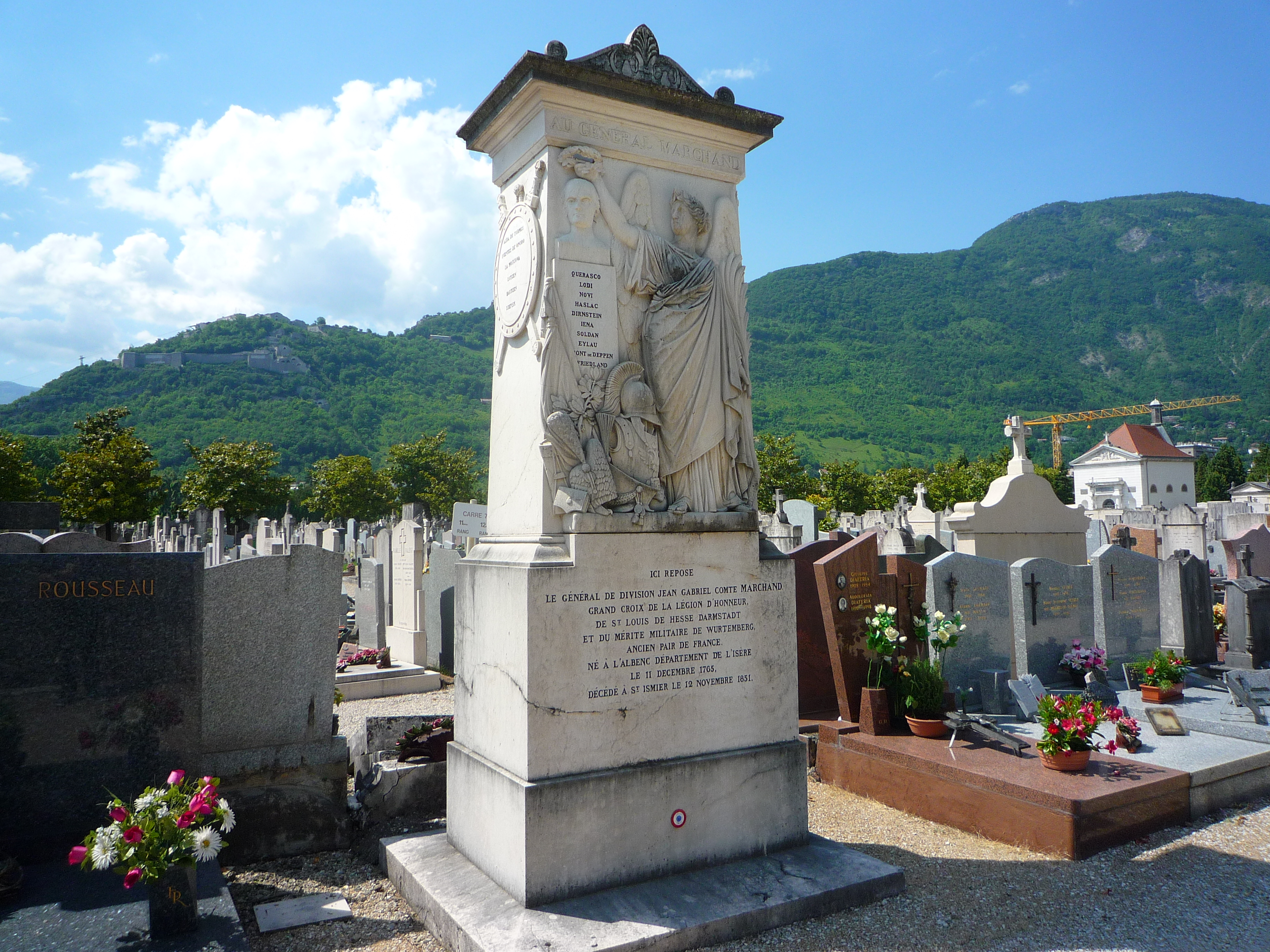
Tumba del General Marchand en Grenoble.

Como nadie podía detener la marcha de Napoleón, el general Marchand ordenó cerrar las puertas del recinto de Grenoble y exigió que los cañones estuvieran listos para disparar. Sin embargo, por temor a una reacción violenta de los grenobleses, casi totalmente favorables al Emperador, el comandante de la artillería aceptó rendirse a las fuerzas imperiales, mientras que los habitantes desmantelaban la Porte de Bonne y daban a Napoleón una bienvenida triunfal. El general Marchand, negándose a servirle, se retiró a Fort Barraux.
Tras la derrota francesa en Waterloo el 18 de junio de 1815 y el regreso de los Borbones, Marchand fue acusado de haber entregado la ciudad de Grenoble sin defensa a los «usurpadores». Separado de su mando el 4 de enero de 1816, compareció ante un consejo de guerra en Besanzón y fue absuelto tras seis meses de juicio. No obstante, el general dejó el servicio en 1818 y se retiró a Saint-Ismier, en Isère, donde se dedicó a la agricultura. Así, en una carta del 13 de enero de 1817 dirigida al prefecto, el vicealcalde señaló que Marchand «empleó a doce obreros durante dos meses y proporcionó ropa a trece aldeanos pobres». En 1825, el general se jubiló y murió el 12 de noviembre de 1851 a los 85 años. Fue enterrado en el cementerio de Saint-Roch, en Grenoble. Sus documentos personales se conservan en los Archivos Nacionales con la referencia 275AP.

## Condecoraciones y honores
El general Marchand fue gran cruz de la Legión de Honor, caballero de la Orden de San Luis, gran cruz de la Orden al Mérito Militar de Wurtemberg y de la Orden de San Luis de 1.ª Clase de Hesse-Darmstadt. También fue nombrado conde del Imperio el 26 de octubre de 1808 y se convirtió en par de Francia por orden de 3 de octubre de 1837. Su nombre está inscrito en el Arco de Triunfo de París.
Una calle de Grenoble tiene su nombre.
En 1999, el Museo de la Revolución francesa le dedicó una exposición temporal.

## Familia
El general Marchand se casó con Émilie-Marie Dejean, nacida en Vif (Isère) el 21 de julio de 1774. Murió en Grenoble el 31 de diciembre de 1841, diez años antes que su marido.